# Юридически факт
Юридическият факт е факт от действителността, установен в хипотезата на правната норма. Има две характеристики:
1. Критерий за съпоставка на житейските факти;
2. Източник на конкретните права и задължения в диспозицията на правната норма.

В зависимост от това дали фактите са свързани с човешкото поведение те биват юридически събития и юридически действия.
От своя страна юридическите събития биват абсолютни (без каквото и да е участие на човек) и относителни (макар и с човешко участие, то е без значение).
Юридически действия:
Неправомерни юридически действия са налице, когато в резултат от човешката воля са налице нарушения на изискванията на правните норми. Има два вида неправомерни юридически действия.
```
При правните аномалии имаме нарушаване на изискванията на правните норми от обективна страна, като липсва субективният момент /виновното човешко поведение/.
При правонарушението имаме виновно извършено неправомерно юридическо действие или бездействие, причинило настъпването на обществено опасни вреди и водещо до пораждането на юридическа отговорност. 
```

Сложен юридически факт /съставно правонарушение/ обхваща признаци и елементи от обективна и субективна страна. От обективна страна налице са неправомерни деяние, вреда. От субективна – вина, вменяемост.
Вредата е настъпило неблагоприятно изменение на дееспособността /увреждане на друго лице, лека/ тежка телесна повреда или увреждане на чуждо имущество Неправомерно деяние –действие/ бездействие Причинната връзка между деянието и вредата. От субективна страна, вината е психологическо отношение на дееца към обективните признаци на правонарушението. Вината се разглежда в две форми: умисъл и непредпазливост.
Умисълът бива два вида: пряк и евентуален.
```
Пряк умисъл-деецът цели настъпването на вредата като следствие от неговите правонарушения. 
Евентуален умисъл- деецът не цели настъпването на вредата, но я допуска. 
```

Непредпазливостта бива самонадеяност и небрежност.
```
При самонадеяността деецът осъзнава вредата, но е убеден, че може да предотврати нейното настъпване. 
При небрежността деецът не допуска изобщо, че е възможно да се допусне вреда, но е бил длъжен да допусне, че тя може да се случи. 
```

Вменяемостта представлява способността на дееца да разбира и ръководи поведението си. Тук има два момента:
```
интелектуален / да схваща свойството и значението на извършените действия/ и 
волеви момент /способност да формира външно поведение/ 
```

Видове правонарушения:
В зависимост от специализацията на дадените отрасли на правото: субективно и обективно.
В зависимост от степента на засягане разделяме правонарушенията на 5 вида:
```
Престъпления 
Административни нарушения 
Граждански деликти 
Дисциплинарно нарушение 
Правомерни юридически действия
```

Насочени са към постигането на правен резултат, който е в съответствие с изискванията на правните норми.
```
Индивидуални юридически актове: те са изявление на волята, извършено с оглед да бъде постигнат конкретен правомерен правен резултат, представляващ индивидуалното регулиране на поведението. Те са основният вид правни юридически факти. Те са желани от юридическия субект и целят правомерни действия, допуснати от правото. По своето съдържание индивидуалният юридически факт е единство от индивидуални правила за поведение. Индивидуалните юридически факти имат подзаконов и вторичен характер, трябва да бъдат резултат от валидно волеизявление и да не са налице пороци във волята му. Индивидуалният юридически акт трябва да има предмет и кауза/ причината поради която се създава индивидуалният юридически акт/ и да бъде извършен в определена форма. Има две форми за валидност и доказване. Съобразно сферата на проявление различаваме ИЮА в публичното и в частното право. В публичното право ИЮА се издават от държавните органи в изпълнение на тяхната компетентност / трите власти/. Изпълнителната власт издава индивидуални административни актове, с които се създават права и задължения. В частното право ИЮА са израз на свободата на волята на правните субекти. В зависимост от ролята им ИЮА са:
Правопораждащи – пораждат нови субективни права и юридически задължения 
Правопроменящи юридически факти- променят вече съществуващите права и задължения 
Правопогасяващи юридически факти- погасяват възможността да бъде търсено принудително изпълнение на функциите на правото 
Правопрекратяващи юридически факти- прекратяват съществуващите права и задължения 
```

Според продължителността на осъществяването си във времето ИЮА:
```
еднократни юридически действия 
юридически факти състояния. 
Правните последици от настъпването на еднократен юридически факт се пораждат еднократно при тяхното настъпване. 
Фактите състояние- правните последици настъпват в продължителен период от време. Фактическият състав представлява два или повече свързани помежду си юридически факта, които в цялост пораждат самостоятелни правни последици:
```

В зависимост дали фактическият състав е регулиран от правната норма на един или повече правни отрасли различаваме еднороден състав и смесен В зависимост от проявлението на отделните юридически факти различаваме свързани / юридическите факти, включени във фактическия състав настъпват под точно определена последователност/ и свободни / юридическите факти настъпват свободно във времето и по отношение един на друг/
Презумпции и фикции
```
Презумпциите са последиците, които законът или съдията извличат от един известен факт за друг неизвестен факт според това дали следват правилата на човешката логика или са предвидени в закона /човешка и законова презумпция/. В зависимост от това дали е допустимо оборването различаваме необорими и оборими юридически факти.
Правна фикция-Съзнателно правомерно и необоримо предположение за факт, извършено противно на доказаните или вероятните факти за случилото се.
```